# Kazimierków
Kazimierków – wieś sołecka w Polsce położona w województwie mazowieckim, w powiecie grójeckim, w gminie Warka.
Pod koniec XIX w. folwark w Kazimierkowie o pow. 408 mórg należał do Dóbr Grzegorzewskich. Pierwsza pisana wzmianka o wsi jest z roku 1877 (spis miejscowości). Około roku 1880 we wsi było 7 gospodarstw o pow. 18 mórg. 
W 1929 roku właścicielem majątku ziemskiego o pow. 353 ha był Brzeziński, we wsi były 2 wiatraki.
W latach 1975–1998 miejscowość administracyjnie należała do województwa radomskiego.